# Ristella guentheri
Espèce
Statut de conservation UICN

 DD  : Données insuffisantes
Ristella guentheri est une espèce de sauriens de la famille des Scincidae.

## Répartition
Cette espèce est endémique du Sud de l'Inde.

## Étymologie
Cette espèce est nommée en l'honneur d'Albert Günther.

## Publication originale
- Boulenger, 1887 : Catalogue of the Lizards in the British Museum (Nat. Hist.) III. Lacertidae, Gerrhosauridae, Scincidae, Anelytropsidae, Dibamidae, Chamaeleontidae. London, p. 1-575 (texte intégral).